# Den Serbiske Dansker (tv-serie)
Den Serbiske Dansker (svensk titel Den Lejde Mördaren) er en dansk/svensk tv miniserie i tre afsnit baseret på Leif Davidsens roman af samme navn fra 1996.
Tv-serien Den Serbiske Dansker blev instrueret af Jacob Grønlykke efter manuskript af Thomas Borgström. Serien er produceret i tre afsnit som tilsammen varer 150 minutter og den blev vist for første gang i september-oktober 2001 på DR1. Udsendelsen af andet afsnit blev udskudt en uge, da USA indledte angreb på mål i Afghanistan søndag den 7. oktober 2001. Det bevirkede tilmed at serien også blev sendt de efterfølgende tre torsdage på samme kanal. I oktober 2002 blev serien vist for første gang på svensk tv med titlen Den Lejde Mördaren.
Centrale roller spilles af Dejan Cukic (Vuk), Lotte Andersen (arrangør), Philip Zandén (psykolog), Troels Lyby (PET mellemleder). Titel nummeret "Song To The Siren" er med bandet This Mortal Coil. Større dele af seriens soundtrack er lydklip fra musikudgivelser af Tool og Cocteau Twins. Rock musiker Steen Birger Jørgensen, kendt fra punk bandet Sort Sol, spiller birollen Michael, Vuks barndomsven.
I september 2001, før den var vist offentligt, vandt tv-serien Den Serbiske Dansker Prix Italia prisen som "bedste drama serie".